# Croton abruptus
Espèce
Classification APG III (2009)
Croton abruptus est une espèce de plantes à fleurs du genre Croton et de la famille des Euphorbiaceae originaire du Texas et du Chihuahua.